# Sanzhaolun (sockenhuvudort i Kina, Jiangxi Sheng, lat 29,06, long 115,22)
Sanzhaolun är en sockenhuvudort i Kina. Den ligger i provinsen Jiangxi, i den sydöstra delen av landet, omkring 77 kilometer nordväst om provinshuvudstaden Nanchang. Antalet invånare är 2 635. Befolkningen består av 1 144 kvinnor och 1 491 män. Barn under 15 år utgör 14,0 %, vuxna 15-64 år 75 %, och äldre över 65 år 10,0 %.
Runt Sanzhaolun är det ganska tätbefolkat, med 104 invånare per kvadratkilometer. Närmaste större samhälle är Gaohu, 15,2 km söder om Sanzhaolun. I omgivningarna runt Sanzhaolun växer i huvudsak blandskog.
Genomsnittlig årsnederbörd är 2 252 millimeter. Den regnigaste månaden är maj, med i genomsnitt 345 mm nederbörd, och den torraste är januari, med 52 mm nederbörd.